# Mike Vallely
Mike Vallely, także Mike V (ur. 29 czerwca 1970 w Edison) – amerykański skater.
Karierę rozpoczął w 1986 roku i jest jednym z najdłużej jeżdżących skaterów w historii. Znany jest z motywowania młodzieży do uprawiania sportów. Sławę zyskał dzięki niecodziennym, teraz już „oldschoolowym” trikom. Szybko zyskał sponsorów, co pozwoliło mu na dalsze rozwijanie kariery. Najsławniejszy film, w którym wystąpił, nosi nazwę Drive – my life in skateboarding. Mike opisuje w nim swój stosunek do skateboardingu.
Jest również wrestlerem i wokalistą zespołu Revolution Mother (a wcześniej Mike V and the Rats). Niejako biograficzny film o Valleyu nosi tytuł: Mike V’s Greatest Hits.

## Filmy z jego udziałem
- Powell Peralta „The Search For Animal Chin” (1987)
- Powell Peralta „Public Domain” (1988)
- Powell Peralta „Axe Rated” (1988)
- Speed Wheels „Speed Freaks” (1989)
- World Industries „Rubbish Heap” (1989)
- Speed Wheels „Risk It” (1990)
- New Deal „1281” (1991)
- Union Wheels „Right To Skate” (1992)
- Powell Peralta „Suburban Diners” (1994)
- Scenic Drive (1995)
- Standard Trucks „Intermezzo” (1996)
- Sponsored (1999)
- A New Horizion (2000)
- Black Label „Label Kills” (2001)
- Hallowed Ground (2001)
- Stand Strong (2001)
- 411 „A Day In The Life”
- King Of Skate (2002)
- Drive (Notes From The Wilderness) (2002)
- Grind (2003)
- Mike V’s Greatest Hits (2003)
- CKY 4 (2004)
- Tony Hawk’s Secret Skatepark Tour (2004)
- Never Give Up (2005)
- Thrasher „King Of The Road” (2005)
- Sportskool (2005)
- Downtime (2005)
- Elementality Volume 1(2005)
- Elementality Volume 2 (released online only)[2]
- Tom Green Show (2007)
- Inside The NHL (2007)
- Moments With Mike V (2007)
- This is My Element (2007)
- Gumball 3000 (2007)
- Rubbish Heap 2 (2007)
- Drive 2